# Jean-Marc Espert de Bulach
 Jean-Marc Espert de Bulach, né le 29 août 1774 à Lagarde (Ariège), mort le 11 mars 1835 à Sibra, dans la commune de Lagarde (Ariège), est un général français de la Révolution et de l’Empire.

## États de service
Il est promu général de brigade le 21 avril 1815, et il est fait chevalier de la Légion d'honneur le 8 août 1806. Il est nommé officier de la Légion d'honneur le 28 septembre 1831. Il était chevalier de Saint-Louis, et commandeur des ordres de Naples et d'Espagne.
Après la chute de Napoléon, Jean-Marc Espert de Bulach, aide de camp de Joseph Bonaparte, aurait été chargé par l’impératrice Joséphine, à la prise de Paris en 1814, de rapporter les diamants de la Couronne au gouvernement provisoire[réf. nécessaire]. 

## Famille
Le chevalier Jean-Marc Espert de Bulach avait deux frères, également nés en Ariège et militaires français : 
- le baron Jean-Baptiste Espert de Latour, né le 1er juillet 1764 à Sibra, dans la commune de Lagarde (Ariège) , et mort le  13 octobre 1815 à Saint-Quentin-la-Tour (Ariège) ;
- le vicomte Pierre Espert de Sibra, né le 29 août 1774 à Lagarde (Ariège), mort le 11 mars 1835 à Sibra, dans la commune de Lagarde, général français de la Révolution et de l’Empire.